# Animals (film)
 For alternative betydninger, se Animals. (Se også artikler, som begynder med Animals)
Animals er en dansk animationsfilm fra 2019 instrueret af Tue Sanggaard.

## Handling
Ni mennesker er fanget i en metrovogn. Det, der kunne ligne en almindelig dag, forvandler sig til en af de sære, da togets døre sidder fast, lukkede, på stationen. Passagerernes mislykkede forsøg på at åbne dørene eskalerer til frustreret kaos. Uden nogen rest af fornuft starter en vild overlevelseskamp, hvor kun den stærkeste slipper ud.